# 17902 Брітбейкер
17902 Брітбейкер (17902 Britbaker) — астероїд головного поясу, відкритий 19 березня 1999 року.
Тіссеранів параметр щодо Юпітера — 3,558.